# Parque nacional Cerro Corá
El Parque Nacional Cerro Corá, está ubicado en el Departamento de Amambay, en el noreste del Paraguay, próximo a la frontera con Brasil, fue creado por decreto el 11 de febrero de 1976.

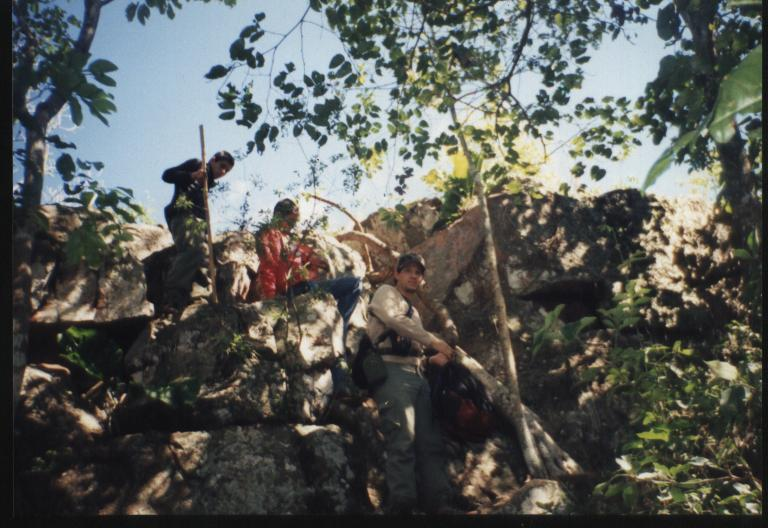
Visitantes llegan al parque tratando de acceder a las antiguas inscripciones.

Es una reserva natural, así como un sitio cultural e histórico, ya que el lugar fue escenario de la última batalla de la Guerra de la Triple Alianza, el 1 de marzo de 1870. El lugar cuenta con monumentos recordatorios y zona de recreación a orillas del río Aquidabán. Atraen gran número de visitantes también las cuevas con pinturas rupestres precolombinas. 

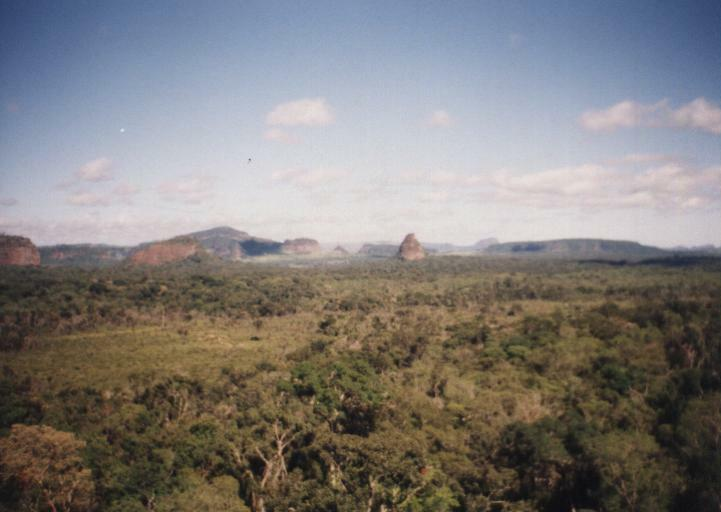
Vista del bosque y los cerros al fondo.

## Historia
La guerra de la Triple Alianza (1864 – 1870) llegó a su final a orillas del arroyo Aquidabán Nigui, donde el Mariscal Francisco Solano López falleció. 
La zona cuenta con bosques que habían comenzado a ser talados, por lo que se decidió proteger el área, y con un decreto presidencial, se creó el Parque Nacional Cerro Corá.

## Naturaleza
El Parque está rodeado por cerros de moderada o baja elevación, ya que se encuentra en la zona de la cordillera del Amambay. Los cerros Ponta Porã, Guazú, Tacuru Pytâ, Alambique, Cerro Corá, Miron, Tanqueria y Tangaro, junto a varios otros dan al paisaje una característica peculiar.

## Cómo Llegar
El Parque está ubicado a 454 km de la ciudad de Asunción, y a 45 km al sur de la ciudad de Pedro Juan Caballero.
Para llegar desde la capital del país, debe tomarse el acceso norte, y tomar luego la ruta III, hasta llegar a la ruta V. En esta ruta, debe tomarse el desvío que va a la ciudad de Yby Yaú.

## Cultura
El parque se encuentra dividido en zonas, de acuerdo al centro de interés del lugar y la accesibilidad de los mismos. Cuenta con guías y guarda parques.
En las cuevas, pueden apreciarse inscripciones que datan de entre 1300 a. C. y 800 a. C.
Además de las inscripciones prehispánicas existen trazos de la cultura indígena de los «Pa'i Tavy Terã».
Cuenta con un centro de visitantes, un auditorio, y zonas de recreación.
- Datos: Q3646784
- Multimedia: Cerro Cora National Park / Q3646784